# المديرية العامة لأسرى الحرب وشؤون المعتقلين
الإدارة الرئيسية لشؤون أسرى الحرب والمعتقلين  ((بالروسية: Главное управление по делам военнопленных и интернированных НКВД/МВД СССР, ГУПВИ)‏, تر. GUPVI, GUPVI NKVD SSSR/ MVD SSSR GUPVI ، GUPVI NKVD SSSR / MVD SSSR كان قسمًا من المفوضية الشعبية للشؤون الداخلية (لاحقًا وزارة الشؤون الداخلية) مسؤولةً عن التعامل مع المعتقلين المدنيين الأجانب وأسرى الحرب في الاتحاد السوفيتي أثناء الحرب العالمية الثانية وفي أعقابها (1939-1953).
تأسست داخل المفوضية الشعبية للشؤون الداخلية تحت اسم "إدارة شؤون أسرى الحرب والمعتقلين (UPVI) في سبتمبر 1939 بعد الغزو السوفيتي لبولندا. تمت إضافة التصفيات "الرئيسية" في يناير 1945.
كان الأساس القانوني هو مرسوم مجلس مفوضي الشعب المؤرخ 1 يوليو 1941 «لوائح حول أسرى الحرب» ("Положение о военнопленных")، والذي تم تحديثه بواسطة 29 سبتمبر 1945 «لوائح حول استخدام العمل لسجناء الحرب» трудовом использовании военнопленных).

## رؤساء
- 1939-1943: بيوتر سوبرونينكو، رائد أمن الدولة
- 1943-1945: أ. أ. بتروف، ملازم أول
- 1945-1947: ميخائيل كريفينكو (كريفينكو ميخائيل سبيريدونوفيتش، 1904-1954) [7]
- 1947-1949: تاراس فيليبوف، الملازم أول
- 1949-1950: أ. أ. بتروف، الفريق أول (نائب الرئيس، حتى إبعاده لأسباب صحية في 21 نوفمبر 1950) [8]
- 1950-1953: أماياك كوبولوف، ملازم أول (1950-1951: NKVD GUPVI ، 1951-1953: MVD UPVI)